# Zwartborstpluimbroekje
Het zwartborstpluimbroekje (Eriocnemis nigrivestis) is een endemische vogelsoort uit de familie Trochilidae (kolibries) die alleen in bergbossen van Ecuador voorkomt. De naam is ontleend aan de met witte donsveertjes bevederde pootjes.

## Herkenning
De vogel is 8 tot 9 cm lang en weegt 4,3 tot 4,6 g. Het mannetje is aan de bovenzijde zwart met een groene glans en een donkere, glanzend staalblauwe staart die licht gevorkt is. Aan de onderzijde is het mannetje zwart met een paarsblauwe glans, sterk contrasterend met het witte "donsbroekje", de donsveertjes van de poten. Het vrouwtje is lichter, meer goudkleurig groen. De soort lijkt sterk op het isabellapluimbroekje (E. isabellae) maar het mannetje van het isabellapluimbroekje heeft een duidelijk tweekleurige (paars en groen) vlek op de keel.

## Verspreiding en leefgebied
Deze soort is endemisch in noordwestelijk Ecuador. Het leefgebied bestaat uit nevelwoud in het noordelijk deel van de Andes tussen de 1700 en 3500 m boven de zeespiegel.

## Status
Ongeveer 93% van het leefgebied is al verloren gegaan door aantasting, vooral door het kappen van bos en de omzetting van bos in land voor agrarisch gebruik. Verder dreigt er versnippering door de aanleg van een pijpleiding en vinden binnen het gebied bosbranden plaats. In 2019 werd de populatiegrootte geschat op 100-150 volwassen individuen. Om deze redenen staat het zwartborstpluimbroekje als bedreigd op de Rode Lijst van de IUCN.